# Stelis bogotensis
Stelis bogotensis är en orkidéart som beskrevs av Rudolf Schlechter. Stelis bogotensis ingår i släktet Stelis och familjen orkidéer. Inga underarter finns listade i Catalogue of Life.